# Le Vol du Rapier
Le Vol du Rapier est la neuvième histoire des aventures de la série Buck Danny "Classic". Elle est publiée sous forme d'album en 2022. L'histoire est scénarisée par Frédéric Marniquet et Frédéric Zumbiehl, et dessinée par André Le Bras.

## Univers

### Synopsis
L'action du vol du Rapier commence en 1951 puis se déroule en 1958, c'est la première partie d’un diptyque.
Le 23 mars 1951, un Douglas C-124 Globemaster II du Strategic Air Command amerrit dans l'océan Atlantique nord après avoir signalé un incendie dans la soute. L'amerrissage forcé et l'évacuation ultérieure réussissent car un Boeing B-50 Superfortress de l'USAF les repère, mais l'avion et ses occupants disparaitront corps et biens (véridique: cf disparition du Atlantic C-124 en 1951 (en)).
Deux semaines plus tard, Buck qui a pour ami le commandant Sam Shepard, un des disparus, assiste aux obsèques de celui-ci au cimetière d'Arlington et réconforte sa veuve.
Sept ans plus tard, sur le porte-avions USS Forrestal, Buck se prépare à une mission de calibrage d'un réseau de radar de la Ligne DEW en Arctique avec une météo exécrable. Lui et Sonny volent avec leur F-8 Crusader vers la Péninsule de Cumberland au Canada, effectuent les réglages puis rentrent vers l'USS Forrestal en mer de Baffin. Mais la météo les contraint à se détourner vers la Base aérienne de Thulé au Groenland. Ils y font un atterrissage dangereux sur la glace. Dans un hangar de la base, ils découvrent le nouveau prototype North American XF-108 Rapier, un intercepteur trisonique.
A Vienne, des agents communistes essayent en vain de voler de mystérieux microfilms en assassinant un agent soviétique retourné. Le lendemain, à la maison blanche, les microfilms sont analysés devant le président Dwight D. Eisenhower: le général atomiste américain Burt Montgommery faisant partie des disparus du 23 mars 1951 est prisonnier du KGB dans les monts Oural. La CIA et l'état major décident de détrouner L'USS Forrestal vers la Grande-Bretagne pour effectuer une reconnaissance du complexe où sont détenus les disparus.
A Thulé, Buck et Sonny participent à un exercice visant à démontrer les capacités du Rapier et de la ligne DEW puis rentrent sur l'USS Forrestal où ils rencontrent deux agents de la CIA qui leur expliquent leur nouvelle mission. Buck demande à utiliser le Rapier qui semble tout indiqué pour une reconnaissance au-dessus de l'URSS. Le lendemain il prend en main le Rapier sur la base aérienne de Frobisher au Canada. Mike Nicolls le navigateur du Rapier convainc Buck de l'accompagner. Puis ils retrouvent Sonny et Tumbler sur la base aérienne britannique de Biggin Hill. Le soir Sonny abuse de l'alcool dans un pub où il rencontre Moira Mac Tavish qui l’emmène chez elle. Le lendemain matin, Sonny annonce ses fiançailles alors que le Rapier est modifié pour y adapter une caméra de reconnaissance.
Une semaine après, la mission est déclenchée, le Rapier et les deux Crusaders pilotés par Sonny et Tumbler doivent faire une escale à Uppsala en Suède. Sonny et Tumbler font alors diversion en violant l'espace aérien vers Leningrad tandis que Buck avec le Rapier volent à 60000 pieds à MACH 2. Les Crusaders se font prendre en chasse par huit MiG-19P puis s'échappent vers la Finlande. Le Rapier survole ensuite Leningrad à 25000 pieds à MACH 3 et commence à filmer. Les radars russes le détectent et la chasse décolle mais le Rapier est trop rapide. Finalement Buck survole la Nouvelle-Zemble où des MiG-19P armés de missiles air-air RS-2U l'attendent mais le Rapier les évite en atteignant 90000 pieds ce qui lui fait perdre beaucoup d’autonomie de vol. A court de pétrole, Buck atterrit sur une route proche de l'Aéroport de Tromsø en Norvège.
En analysant les photos prises durant le vol, Buck découvre Sam Shepard en compagnie de Burt Montgommery. Revenus à Biggin Hill, Buck pense à utiliser le nouveau C-130 Hercules décollant du Forrestal pour une mission de sauvetage des 50 disparus. Tandis que Buck retourne sur le porte-avions, Sonny et Tumbler déménagent sur la base écossaise de Fraserburgh où Sonny pense à se marier avec Moira pour qu'elle puisse le suivre. Il la rejoint dans le Château de Cairnbulg (en) pour les préparatifs du mariage, et rencontre son oncle Fergus. C'est en fait un piège de Miss Lee qui drogue Sonny pour savoir la raison du déménagement en Écosse. N'obtenant pas de réponse de lui, Moira est assassinée et Sonny laissé accusé du meurtre.
Sur le Forrestal, Buck a obtenu l'autorisation d'utiliser un C-130 Hercules qui est convoyé par Slim Holden. Ils font ensuite des essais de charge pour augmenter l'autonomie de l'avion. Tumbler revient sur le porte-avion et annonce l'arrestation de Sonny pour le meurtre de Moira.

### Avions
- North American XF-108 Rapier

### Personnages
- Miss Lee, aperçue dans La Revanche des Fils du Ciel et L'Île du Diable.